# Vliegende Jacob
Vliegende Jacob (Zweeds: flygande Jacob) is een van origine Zweedse ovenschotel die hoofdzakelijk bestaat uit kippenvlees, room, chilipeper, bananen, geroosterde pinda's en spek, of varianten op deze ingrediënten. De schotel wordt gewoonlijk in een oven gebakken en geserveerd met salade of rijst. De rijst kan ook als onderdeel van de schotel zelf bereid worden.

## Herkomst
Het gerecht is uitgevonden door Ove Jacobsson. Jacobsson was werkzaam in de luchtvrachtindustrie, wat de naam van het gerecht verklaart. Een ander verhaal stelt dat het in ieder geval deels een verwijzing is naar de Zweedse duurloper Gösta Jacobsson (se). Jacobsson overleed in 1976, het jaar dat flygande Jacob werd bedacht.
In 1976 werd Jacobsson gevraagd om het hoofdgerecht te maken voor een buurtavond in Stockholm. Jacobsson combineerde de weinige ingrediënten die hij in zijn koelkast tot zijn beschikking had tot een ovenschotel, kookte het en serveerde het op het feest, waar het een succes was. Zijn buurman werkte voor het kooktijdschrift Allt om Mat, en liet het recept in 1976 voor het eerst publiceren. Allt om Mat suggereerde hier salade, rijst en roséwijn bij te nuttigen.

## Recensies
Vliegende Jacob is het onderwerp geweest van gemengde recensies. De negatieve reacties op het gerecht komen vooral van buiten Zweden. Sommige critici waarderen het gerecht niet vanwege de ongebruikelijke combinatie van ingrediënten, en noemen het gerecht daarom bijvoorbeeld "anti-epicurisch" of "een werkelijk angstaanjagende combinatie". De website Taste Atlas beschouwt het als het op één na slechtste Scandinavische gerecht, met op de eerste plek Janssons verleiding.
Desondanks beschouwen velen het in Zweden als comforteten en wordt het vooral door kinderen gewaardeerd. Ook van auteurs en culinaire specialisten krijgt het gerecht lovende kritieken. Chef-kok Magnus Nilsson prees de ovenschotel en verklaarde dat "weinig andere Zweedse gerechten zo uniek en emblematisch zijn zoals de vliegende Jacob". Ian Grierson noemt het in zijn book World Foods with Strange Names "uitstekend", hoewel hij hier ook wijst op het hoge caloriegehalte.